# Цой, Александр Рудольфович
Алекса́ндр Рудо́льфович Цой (род. 9 окт. 1984, Пахтакор) — российский актёр и режиссёр театра и кино, педагог в Российском Институте театрального искусства ГИТИС.

## Биография
Александр Цой родился и провёл детство в г. Пахтакор в Узбекской ССР.
В январе 1997 года семья переехала в Ташкент.

### Образование
2001 год — решает поступать в театральный институт в Ташкенте, однако, набрав всего 17 баллов из 127 возможных, он оказывается последним в списках и не поступает.
2001 год — поступает на речевое отделение эстрадно-циркового колледжа.
2003 год — успешно заканчивает эстрадно-цирковой колледж.
2007 год — поступает на режиссёрский факультет Ташкентского театрального института, на бюджетное отделение. К этому моменту он уже является действующим актёром Молодёжного театра Узбекистана и задействован практически в 90 % репертуара.
2011 год — оканчивает ГИТИС.
2016 год — оканчивает Высшие курсы сценаристов и режиссёров (Курс В. И. Хотиненко, П. К. Финна, В. А. Фенченко).
2017 год — получает степень магистра в ГИТИСе по направлению «Режиссура».

### Работа
2001 год — проходит отбор в студию при Молодёжном театре Узбекистана под руководством Н. Абдурахманова, в которой работает параллельно с учёбой.
2008 год — участвует в мастер-классах И. Л. Райхельгауза в г. Серпухов. Эта встреча становится судьбоносной. По окончании мастер-классов Райхельгауз предлагает Цою перевестись в ГИТИС, на актёрское отделение.
С 2009 года — переезжает в Москву и становится артистом театра «Школа современной пьесы».
С 2017 года — преподаёт в РАТИ ГИТИС (мастерская И. Л. Райхельгауза).
В кино Александр Цой дебютировал в 2010 году в фильме Дмитрия Брусникина «Закон и порядок. Отдел оперативных расследований» (эпизодическая роль, 4 сезон, эпизод «Карта Смерти»). Самой известной киноролью стал Хан Батый в фильме «Легенда о Коловрате», в этом фильме он не произносит по-русски ни слова, специально для съёмок Александр учил монгольский язык.
2013 год — режиссёрским кинодебютом стал короткометражный фильм «Попытка»;
2008 год — первой театральной режиссёрской работой стал спектакль-концерт «Отражение», созданный совместно с группой Termin Vox.
В 2017 год — представил короткометражный фильм «Лучшее… от первого лица». Картина получила множество наград и одобрение критиков.
«Дипломный фильм Александра Цоя „Лучшее …от первого лица“ — это серьёзная заявка хорошего режиссёра. Умного, думающего, глубокого человека. Человека, у которого есть душа. Которому есть, что сказать. И главное — способного выразить это художественно, не банально, по-своему».Лариса Зелеранская
Фильм также участвовал во множестве кинофестивалей, в том числе в 68-м кинофестивале Montecatini (Италия), а также был включён в программу короткометражного мотивационного кино Bridge of Arts 2017.
В 2018 год — вместе со студентами ГИТИСа представил спектакль «Фрейд», который, после успешных премьерных показов, вошёл в репертуар театра «Школа современной пьесы». 31 мая 2018 года — спектакль получил свой первый международный гран-при на фестивале Bratyajon’s 7th International Theatre Festival в Калькутте.

## Личная жизнь
С 2011 по 2015 год был женат на актрисе театра и кино Даниэлле Селицка. В ноябре 2012 года у них родился сын, которого назвали Марком.
С декабря 2019 по март 2024 года был женат на актрисе Катерине Беккер.

## Фильмография
| Год       | Фильм                                            | Роль                                                  |
| --------- | ------------------------------------------------ | ----------------------------------------------------- |
| 2010      | Закон и порядок. Отдел оперативных расследований | Эпизодическая роль (4 сезон, 12 серия «Карта смерти») |
| 2011      | Орда                                             | Китайский фокусник                                    |
| 2012      | Бигль                                            | Фаттах Абджурафаров (9 серия)                         |
| 2012      | Вероника. Потерянное счастье                     | Фэн                                                   |
| 2012      | Мент в законе-5                                  | Председатель (20 серия)                               |
| 2013      | Вероника. Беглянка                               | Фэн                                                   |
| 2015      | Салам Масква                                     | вьетнамец Вуй                                         |
| 2015      | SOS, Дед Мороз, или Всё сбудется                 | Полицейский Пушкин                                    |
| 2016      | Суперплохие/День Всех Влюблённых                 | Вьетнамский мафиози                                   |
| 2016-2018 | Сериал «Остров»                                  | художник-революционер                                 |
| 2016      | Медведь (короткий метр)                          | Ямакаси                                               |
| 2017      | ЛОВт/LOVt (короткий метр)                        | главная роль                                          |
| 2017      | Авантюристы/Adventurers                          | Переводчик                                            |
| 2017      | Демон революции                                  | Господин, принимающий груз в Финляндии                |
| 2017      | Легенда о Коловрате                              | Хан Батый                                             |
| 2017      | Тесты 8: Исчезнувшая                             | главная роль                                          |
| 2017      | По ту сторону смерти                             | один из японских рыбаков (7-8 серия)                  |
| 2019      | Беловодье. Тайна затерянной страны               | Пенг                                                  |
| 2020      | Сериал «Эра медведей»                            | Хван Чан Сунг/Immortal                                |
| 2021      | Сериал «Серебряный волк»                         | Вонг Ки                                               |
| 2022      | Когда она приходит                               | эпизодическая роль                                    |

## Театральные работы
| Год премьеры                                  | Спектакль                                           | Роль                  |
| --------------------------------------------- | --------------------------------------------------- | --------------------- |
| Школа современной пьесы (с 2009 г.)           |                                                     |                       |
| 2014                                          | «Ромео и Джульетта. Версия»                         | Ромео                 |
| Театр М. Н. Ермоловой                         |                                                     |                       |
| 2011                                          | «Геронтофобия»                                      | Галлюцинация героини  |
| Театр Школы-студии МХАТ (площадка «Винзавод») |                                                     |                       |
| 2002                                          | «Вредные советы»                                    | Мальчик               |
| 2004                                          | «Чайка. Настоящая оперетка»                         | Треплев               |
| 2007                                          | «Русское варенье»                                   | Константин, муж Елены |
| 2009                                          | «Звёздная болезнь»                                  | Студент Филозов       |
| 2010                                          | «Поле»                                              | Игорь                 |
| 2011                                          | «Самоубийство влюблённых на острове небесных сетей» | -                     |
| 2011                                          | «Медведь»                                           | Гастарбайтер          |
| 2011                                          | «Геймеры»                                           | Японский солдат       |
| 2012                                          | «Подслушанное, подсмотренное, незаписанное»         | Индус                 |
| 2015                                          | «Часовщик»                                          | Человек театра        |
| 2015                                          | «Молоток»                                           | Игорёк                |
| 2016                                          | «Пока наливается пиво»                              | Москвич               |
| 2016                                          | «Шинель/пальто»                                     | ансамбль              |
| 2017                                          | «Умер-шмумер, лишь бы был здоров»                   | Ваня                  |
| 2018                                          | «Тариф: Случайные связи»                            | Дима                  |

| Молодёжный театр Узбекистана под руководством Наби Абдурахманова (2001—2008) | Молодёжный театр Узбекистана под руководством Наби Абдурахманова (2001—2008) |
| ---------------------------------------------------------------------------- | ---------------------------------------------------------------------------- |
| «Притча о любви дарованной»                                                  | Шейх Санан                                                                   |
| «Первая любовь Ходжи Насредина»                                              | Путник                                                                       |
| «Принцесса Турандот»                                                         | Альтоум, Тарталья                                                            |
| «Скрипач на крыше»                                                           | Скрипач, Лейзер Вульф                                                        |
| «Созвездие Омара Хаяма»                                                      | Абдурахман Хан                                                               |
| «Холстомер»                                                                  | Конюший                                                                      |

## Озвучка

### Компьютерные игры
- 2016 — Overwatch — Гэндзи[9]
- 2015 — Heroes of the Storm — Гэндзи

## Режиссёрские работы
| Фильмы    |                                                                |
| --------- | -------------------------------------------------------------- |
| 2013      | «Попытка» (короткий метр)                                      |
| 2016      | «Моя весна» (короткий метр)                                    |
| 2017      | «Лучшее…от первого лица»(короткий метр)                        |
| 2019      | «Когда она приходит»                                           |
| 2022      | «Смычок» (сериал, START)                                       |
| 2022      | «Трудные подростки (4-й сезон)» (сериал, more.tv)              |
| 2024      | Сериал «Жвачка»                                                |
| 2025      | Сериал «Фишер. Затмение»                                       |
| Спектакли |                                                                |
| 2008      | Спектакль-концерт «Отражение» (Совместно с группой Termin Vox) |
| 2014      | «В поисках Волшебства»                                         |
| 2016      | «Моя счастливая жизнь» (С участием Светланы Сургановой)        |
| 2018      | «Фрейд»                                                        |

## Награды
Фильм «Лучшее… от первого лица»:
- I место за лучший фильм на II Ежегодном фестивале народно-патриотического кино им. В. М. Шукшина «Самородок»[14][15]
- Главный приз в конкурсе короткометражных фильмов на открытом фестивале «Киношок»[16]
- 3 место и диплом «За творческую смелость» на VI Московском фестивале «Будем жить»[17]
- Приз зрительских симпатий на фестивале The Echo Film Festivals BRICS[18]
- Приз имени Веры Глаголевой Гильдии актёров кино России на фестивале «Созвездие»[19]

Спектакль «Фрейд»:
- Гран-при фестиваля Bratyajon’s 7th International Theatre Festival (Калькутта)[20][21]

Фильм «Когда она приходит»:
- Лучшая режиссура и гран-при имени Валерия Приёмыхова на фестиваль кино и театра «Амурская осень 2020»[22]